# Lambretta Locomociones S.A.

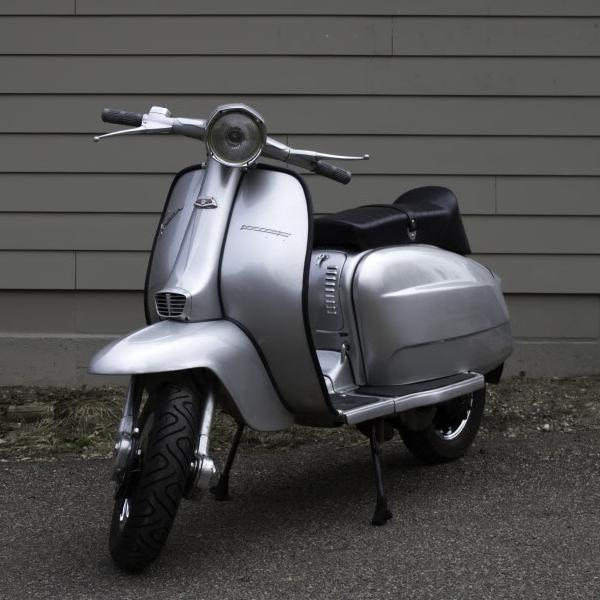
1977 Serveta Lambretta

Lambretta Locomociones S.A. fue una fábrica de motocicletas española situada en la localidad guipuzcoana de Éibar en el País Vasco (España). Fabricó, principalmente, motocicletas marca Lambretta bajo licencia de la casa italiana.

## Historia
En 1953 se funda en localidad Guipuzcoana de Éibar (País Vasco, España) la empresa Lambretta Locomociones S.A. de la mano de Florencio Irigoyen Berrondo. Esta será la tercera empresa de automoción que se creaba en España y que se dedicaba a la construcción de motocicletas. Lambretta se dedicaba, al contrario de las otras existentes, Lube y Bultaco, al segmento de "rueda pequeña". Esta empresa mantendría sus instalaciones en Éibar hasta 1984 y al año siguiente se ubicaba en unas nuevas instalaciones en Amurrio (Álava) donde se mantuvieron hasta 1989 que desapareció la marca definitivamente.
Las obras de edificio de talleres comenzaron el 25 de mayo de 1953 y se inauguran el 10 de junio del año siguiente, esta construcción fue de características singulares, tanto en el edificio de talleres como en el posterior edificio de oficinas.
La producción comenzó con dos variantes del modelo "d", uno el simple y el de lujo, el denominado "Ld". En 1963 se lanza el modelo 175 TV que es la primera scooter en incorporar freno de disco. En 1960 se lanza la familia de modelos LI que serviría para solventar una crisis que se había gestado a partir del Plan de Estabilización Nacional del Ministro Gual Villalbi dos años antes.
En 1967 llega a un acuerdo con la firma Japonesa Honda para la fabricación e importación de ciclomotores. A raíz de este acuerdo cambia la denominación de la empresa a Serveta Industrial S.A., escúteres Lambretta, ciclomotores Honda y muebles metálicos.
En 1969 comienza la fabricación de los modelos de Honda 50 PC y PS una vez superados los problemas de proveedores ya que no podía importar desde Japón y desde Europa era muy caro hacerlo. Se utilizó la industria vecina para la fabricación auxiliar. Las relaciones entre Honda y Lambretta se deterioraron y en 1978 dejaron de fabricarse. En 1972 contratan a José María Garagorri que diseña un ciclomotor y una minimoto al estilo de la Honda Dax. Mientras que la minimoto no se llegó a comercializar los ciclomotores si lo hicieron. Se realizan varios modelos de ciclomotores hasta que en 1979 se abandona su fabricación.
Después de muchas dificultades en enero de 1979 se presenta una suspensión de pagos a raíz de la cual los trabajadores se hacen con parte de las acciones de la empresa, al año siguiente abandona la figura jurídica de Sociedad Anónima y adopta la de Sociedad Anónima Laboral para percibir un mejor trato fiscal y poder optar a diferentes ayudas. Aunque los trabajadores pesen las instalaciones la empresa Alfa, que había fabricado los motores desde el principio, mantienen la propiedad de las patentes. En 1984 la empresa cierra, 44 trabajadores mantiene propiedad de lo que queda, Alfa sigue siendo dueña de las patentes y el utillaje y un empresario de fuera compra los edificios y Alfa compra a Innocenti los derechos mundiales sobre la marca Lambretta.
En 1985 se funda la marca Orbar S.A. en la que participan algunos trabajadores de la antigua Lambretta, la empresa Alfa (pone el capital) y la empresa de estampaciones metálicas Gama, que pronto se retiraría del proyecto. Orbar se ubica en Amurrio y comienza a trabajar en sacan al mercado la escúter Amiga, el triker Tron y un motocarro. La falta de una oficina técnica solvente, la empresa había estado acostumbrada a que desde Italia se resolverán los problemas técnicos, y la cantidad de problemas surgidos hace que se ponga en duda la viabilidad del proyecto. Alfa se hace con todas las acciones en 1989 y cierra la fábrica el año siguiente.

### Los edificios industriales de Lambretta en Éibar

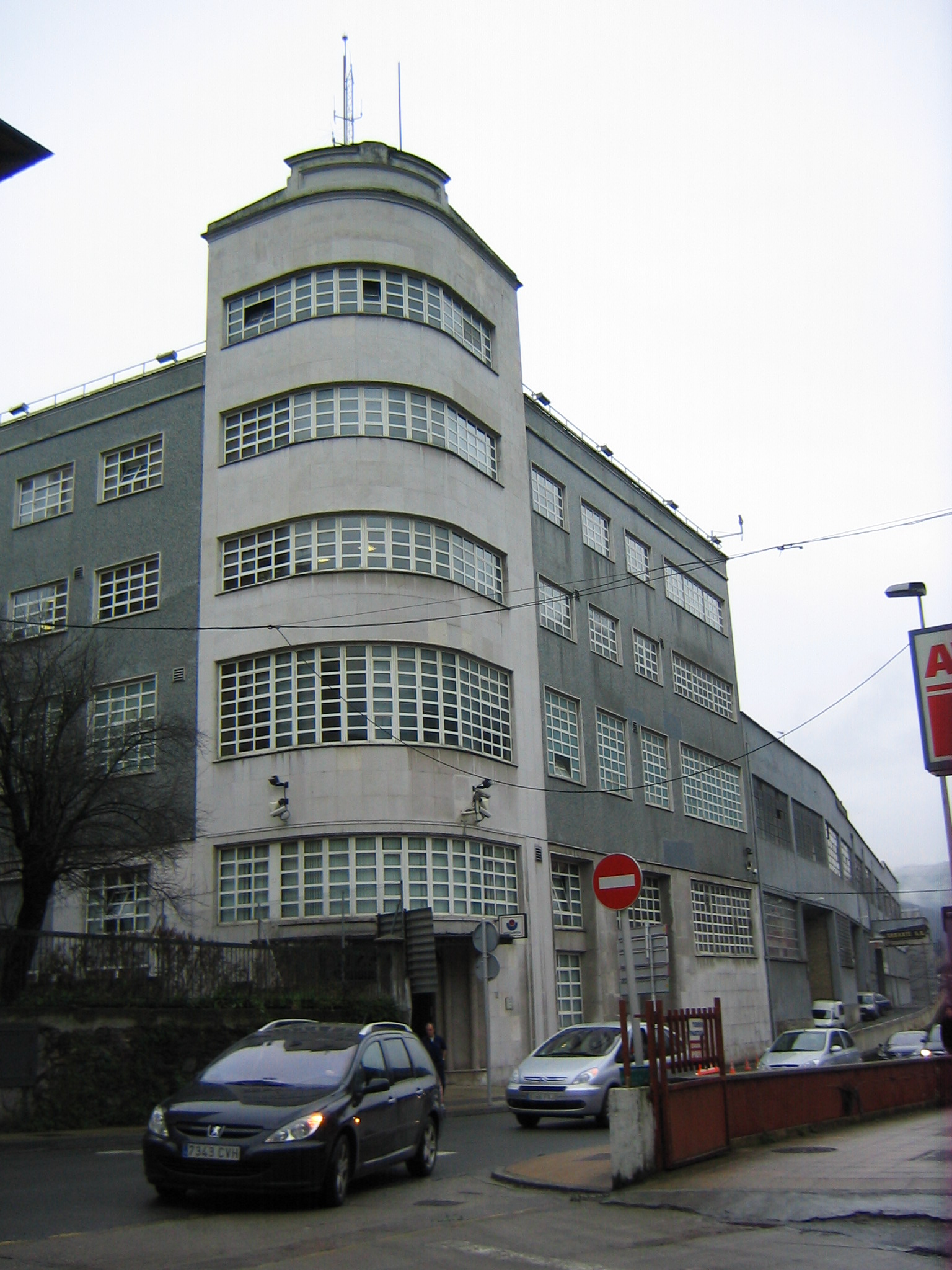
Edificio administrativo de las antiguas instalaciones de Lambretta en Éibar.

Las características orográficas de Éibar han obligado a un desarrollo peculiar de la arquitectura industrial. La empresa Lambretta Locomociones construyó dos edificios contiguos (que aún se conservan), uno dedicado a talleres y otro a oficinas que tienen características relevantes.
El proyecto fue encargado al arquitecto Joaquín Domínguez Elósegui en 1953, el cual también realizó modificaciones en los años 1956 y 1960. La definición de las necesidades de la empresa así como la influencia de las construcciones de la industria automovilística italiana (las actuaciones para la Fiat del ingeniero Giacomo Matté) fueron empleadas en un óptimo aprovechamiento del suelo. La terraza de la edificación se empleó como pista de pruebas para motocicletas donde se podía alcanzar una velocidad máxima de 50 km/h.
El edificio destaca por su gran tamaño, se alza sobre un amplio plinto recubierto de lajas de piedra irregular. En él toman cuerpo todas las características de la arquitectura industrial en donde la búsqueda de luz hace que los grandes ventanales tomen el protagonismo en las fachadas llegando a hacer desaparecer el muro, todo ello fabricado en hormigón. Los rectos perfiles pierden protagonismo en la cumbrera en donde mediante una combinación de curvas alojaban el nombre de la empresa. El interior es diáfano, haciendo del espacio abierto la clave principal para la instalación de la maquinaría necesaria para la producción.
Adosado al gran edificio de talleres se ubica el administrativo. Este, proyectado junto al otro, no fue construido hasta 1956. Elosegui adopta el esquinal curvo que facilita la adaptación de las fachadas y resuelve el acabado exaltando el protagonismo constructivo para dar relevancia a la marca. El esquinal curvo sobresale en altura y se alza el pináculo que da base a los mástiles de las banderas de la marca.
En el interior, en sus cuatro plantas, se ubican las dependencias técnicas y administrativas. La recepción, que fue diseñada para dar imagen de la empresa, es de donde parten las escaleras y el ascensor. El cuidado del diseño se ve en la nobleza de los materiales utilizados para su decoración, materiales como los mármoles traventinos y los jaspes, maderas nobles... dan idea de la importancia de este espacio. La primera planta alberga las oficinas técnicas y administrativas junto a los despacho de la alta dirección (gerencia y director técnico) la zona curva se reserva para la sala del consejo. Las demás plantas albergan archivos y otros servicios. El revestimiento exterior de este edificio era en ladrilleta de cara vista.